# Jørgen Gustava Brandt
Jørgen Gustava Brandt (født 13. marts 1929, død 1. december 2006) var dansk digter og skrev digtsamlinger, noveller, essays og romaner i over 50 år.
Han debuterede i 1949 med digtsamlingen Korn i Pelegs mark og fik siden udgivet en lang række værker. Virkede desuden som oversætter og var i mere end 30 år ansat ved Danmarks Radio, blandt andet i en periode som leder af TV-teatrets dramaturgiske afdeling. Fra 1969 var han medlem af Det Danske Akademi.

## Udgivelser
Jørgen Gustava Brandt har blandt andet udgivet følgende værker:
- Korn i Pelegs mark (digte – 1949)
- Tjørneengen (digte – 1953)
- Dragespor (digte – 1957)
- Janushoved (digte – 1962)
- Stof (noveller og livshistorier – 1968)
- Digt på min fødselsdag (digte – 1969)
- Dudigte (kærlighedsdigte – 1971)
- Den finske sømand og andre noveller (1973)
- Her kunne samtale føres (digte – 1978)
- Hop (digte – 1982)
- Denne kønne musik (digte – 1998)
- Urolig meditation i et gammelt fæstningsanlæg (digte – 1999)
- Kærlighed kan trylle (digte – 2004)
- Begyndelser (digte – 2005)

## Priser og legater
Jørgen Gustava Brandt har modtaget et stort antal anerkendelser for sit arbejde, blandt andet:
- 1958: Helge Rode Legatet
- 1964: Louisiana-Prisen
- 1967: Otto Benzons Forfatterlegat
- 1967: Kritikerprisen
- 1968: Livsvarig ydelse fra Statens Kunstfond
- 1970: Holger Drachmann-legatet
- 1971: Jeanne og Henri Nathansens Mindelegat
- 1975: Emil Aarestrup Medaillen
- 1985: Holberg-Medaillen
- 1992: Rungstedlund-prisen
- 1997: Johannes Ewalds Legat